# Pic de Campbieil
Pic de Campbieil – szczyt w Pirenejach Centralnych. Położony jest w południowej Francji, w departamencie Pireneje Wysokie, na terenie gminy Aragnouet, przy granicy z Hiszpanią. Usytuowany jest w Parku Narodowym Pirenejów. 
Pierwszego wejścia dokonał Loupot w 1848 roku.